# Archidiecezja Melbourne
Archidiecezja Melbourne – archidiecezja Kościoła rzymskokatolickego w Australii, najważniejsza diecezja metropolii Melbourne. Została erygowana jako diecezja Melbourne 25 czerwca 1847. Jej obszar został wówczas wyłączony z terytorium archidiecezji Sydney. 31 marca 1874 została podniesiona do rangi archidiecezji. Obecne granice uzyskała 10 maja 1887. Jej najbardziej znanym ordynariuszem był sprawujący tę godność w latach 1917–1963 Daniel Mannix (wcześniej od 1912 jako koadiutor), duchowy i moralny przywódca australijskiego ruchu antypoborowego w czasie I wojny światowej.
Arcybiskup Melbourne – oprócz nadzoru nad diecezjami ze swojej metropolii – sprawuje także opiekę nad stowarzyszoną z archidiecezją eparchią św. Piotra i Pawła, grupującą wszystkich australijskich katolików obrządku bizantyjsko-ukraińskiego.

## Lista biskupów
| Lp. | Okres     | Imię i nazwisko                          | Portret | Biskupi pomocniczy |
| --- | --------- | ---------------------------------------- | ------- | --- |
| 1.  | 1848–1886 | James Alipius Goold OSA (do 1874 biskup) |         | |
| 2.  | 1886–1917 | Thomas Joseph Carr                       |         | Daniel Mannix (1912–1917) – arcybiskup koadiutor |
| 3.  | 1917–1963 | Daniel Mannix                            |         | Justin Simonds (1942–1963) – arcybiskup koadiutor Arthur Francis Fox (1956–1967) Lawrence Moran (1964–1970) |
| 4.  | 1963–1967 | Justin Simonds                           |         | Arthur Francis Fox (1956–1967) Lawrence Moran (1964–1970) |
| 5.  | 1967–1974 | James Knox                               |         | Lawrence Moran (1964–1970) John Cullinane (1967–1974) Frank Little (1972–1974) John Anthony Kelly (1972–1986) Eric Gerard Perkins (1972–1991) |
| 6.  | 1974–1996 | Frank Little                             |         | John Anthony Kelly (1972–1986) Eric Gerard Perkins (1972–1991) Joseph Peter O’Connell (1976–2006) Peter Connors (1987–1997) George Pell (1987–1996) Hilton Deakin (1993–2007) |
| 7.  | 1996–2001 | George Pell                              |         | Joseph Peter O’Connell (1976–2006) Peter Connors (1987–1997) Hilton Deakin (1993–2007) Denis Hart (1997–2001) Joseph Angelo Grech (1998–2001) |
| 8.  | 2001–2018 | Denis Hart                               |         | Joseph Peter O’Connell (1976–2006) Hilton Deakin (1993–2007) Mark Coleridge (2002–2006) Christopher Prowse (2003–2009) Peter Elliott (2007–2018) Timothy Costelloe SDB (2007–2012) Les Tomlinson (2009–2012) Vincent Long Van Nguyen OFMConv. (2011–2016) Terence Curtin (2014–2025) Mark Edwards (2014–2020) |
| 9.  | od 2018   | Peter Comensoli                          |         | Terence Curtin (2014–2025) Mark Edwards (2014–2020) Peter Elliott (2007–2018) Martin Ashe (od 2021) Anthony Ireland (2021-2025) Thinh Xuan Nguyen (od 2025) Rene Ramirez RCJ (od 2025) |